# Yasuaki Mitsumori
Yasuaki Mitsumori, född 23 november 1946 i Tokyo, är en japansk före detta volleybollspelare.
Mitsumori blev olympisk silvermedaljör i volleyboll vid sommarspelen 1968 i Mexico City.